# Norra Chungcheong
Norra Chungcheong är en provins i centrala Sydkorea. Provinsen skapades ur nordöstra Chungcheong-provinsen år 1896, vid en administrativ reform. Provinsen hade 1 637 897 invånare år 2020 och en area på 7 407 km². Huvudstaden är Cheongju.

## Administrativ indelning
Provinsen är uppdelad i tre stadskommuner (si) och åtta landskommuner (gun).
| Karta             | Nr              | Namn   | Hangul | Hanja   | Folkmängd 31 dec 2020 |
| ----------------- | --------------- | ------ | ------ | ------- | --------------------- |
|                   |                 |        |        |         |                       |
| — Städer —        |                 |        |        |         |                       |
| 1                 | Cheongju        | 청주시 | 淸州市 | 857 527 |                       |
| 2                 | Chungju         | 충주시 | 忠州市 | 214 961 |                       |
| 3                 | Jecheon         | 제천시 | 堤川市 | 134 520 |                       |
| — Landskommuner — |                 |        |        |         |                       |
| 5                 | Eumseong-gun    | 음성군 | 陰城郡 | 101 844 |                       |
| 6                 | Jincheon-gun    | 진천군 | 鎭川郡 | 89 364  |                       |
| 7                 | Okcheon-gun     | 옥천군 | 沃川郡 | 51 205  |                       |
| 8                 | Yeongdong-gun   | 영동군 | 永同郡 | 48 247  |                       |
| 9                 | Goesan-gun      | 괴산군 | 槐山郡 | 40 350  |                       |
| 10                | Jeungpyeong-gun | 증평군 | 曾坪郡 | 37 629  |                       |
| 11                | Boeun-gun       | 보은군 | 報恩郡 | 32 912  |                       |
| 12                | Danyang-gun     | 단양군 | 丹陽郡 | 29 338  |                       |